# Dessinatör

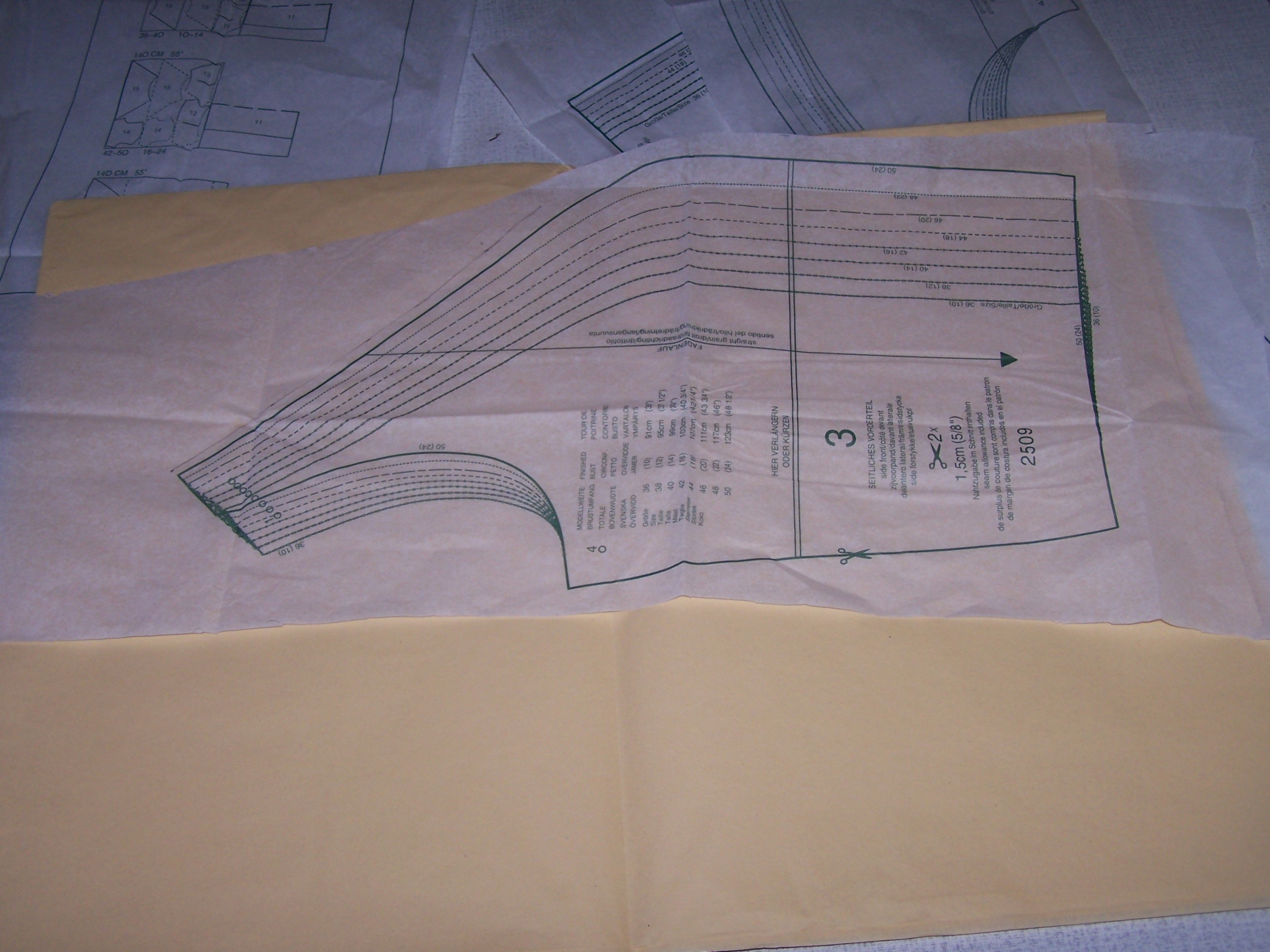
Mönster

Dessinatörer (efter dessinateur, franska för tecknare) är personer som ritar mönster åt konfektionsbranschen, ett annat namn på dessinatörer är mönsterkonstruktör eller mönsterritare.